# Gallowie
Gallowie – kapłani eunuchowie bogini Kybele i jej małżonka Attisa.
Nazwę „gallów” (łac. galli, lp. gallus) nadali im Rzymianie, kiedy ich senat oficjalnie w 204 p.n.e. uznał kult Kybele za państwowy. Gallowie dokonywali samokastracji podczas ekstatycznych uroczystości, zwanych Dies sanguinis w dniu 24 marca. Czynili to na pamiątkę samookaleczenia Attisa. Ubierali się w stroje kobiece, ozdabiali bogatą biżuterią, nosili długie, rozjaśniane włosy, a twarze malowali kosmetykami (transwestytyzm).
Obywatelom rzymskim nie wolno było zostać gallami, ponieważ prawo surowo zabraniało kastrowania wolnych ludzi, byli więc nimi wyłącznie niewolnicy i osoby bez obywatelstwa rzymskiego, pochodzące głównie ze Wschodu. 
Gallowie utrzymywali się m.in. z datków otrzymywanych w zamian za wróżby oraz z prostytucji sakralnej. Podczas obchodów upamiętniających śmierć Attisa, biegali po ulicach, krzycząc i śpiewając przy akompaniamencie syring i tympanonów, wpadając w stan ekstazy i biczując się nawzajem, aż rozpryskiwała się krew.
Od I wieku n.e. przewodniczył im arcykapłan zwany archigallem. Był on dożywotnim obywatelem rzymskim i jako taki nie podlegał kastracji. Oznaką jego godności była korona oraz bransoleta occabus. Przewodniczył on rytuałowi ku czci Kybele, który podobnie jak w kulcie Mitry, polegał na złożeniu ofiary z byka (taurobolium).
Kapłanom Kybele podczas obrzędów kultowych towarzyszyli korybanci i dendroforowie.

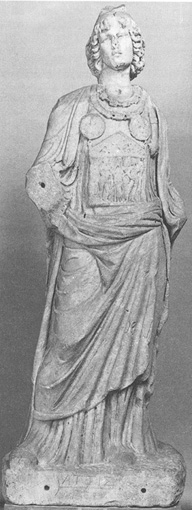
Posąg galla
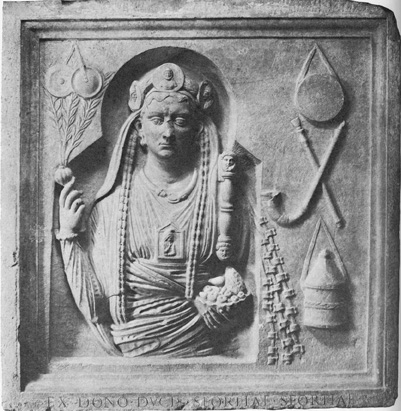
Płaskorzeźba nagrobna archigalla
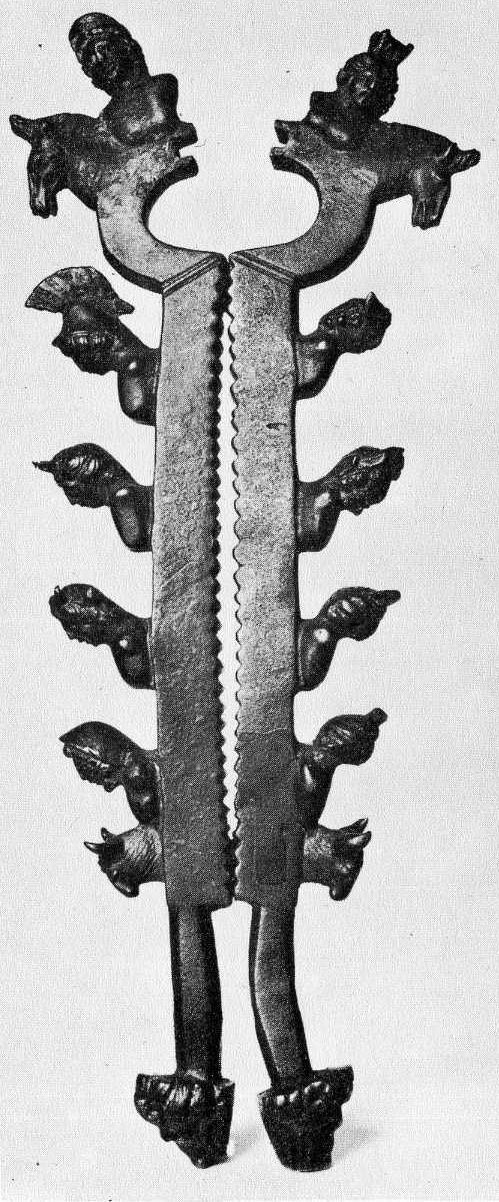
Przyrząd do kastracji kapłanów Kybele
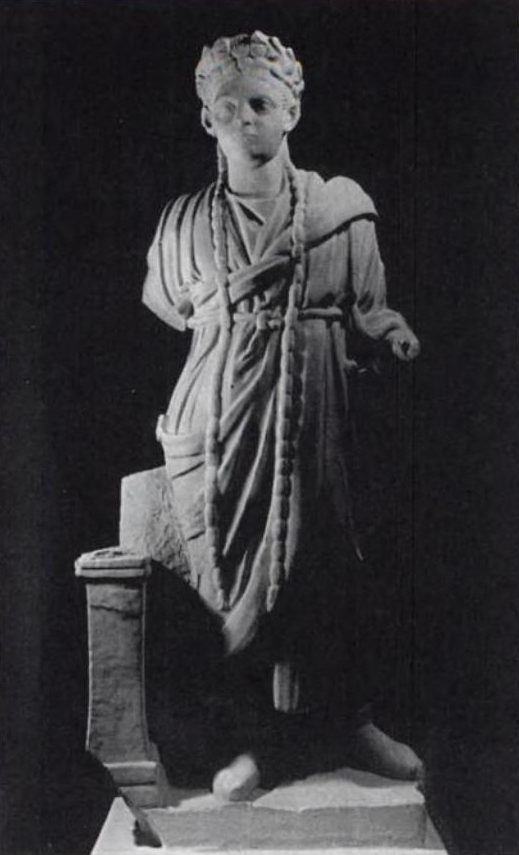
Posąg archigalla w stroju ceremonialnym